# Antonio Caggiano
Antonio Caggiano (30. ledna 1889 Corondě, provincie Santa Fe – 23. října 1979 Buenos Aires) byl arcibiskup a kardinál římskokatolické církve v Argentině. Podílel se na pomoci sympatizantům nacismu a válečným zločincům, kteří se vyhýbali trestnímu stíhání v Evropě, tím, že jim usnadnil cestu do Jižní Ameriky. 

## Životopis
Narodil se v Corondě v provincii Santa Fe. Studoval v kněžském semináři v Santa Fe a v roce 1908, ve svých 23 letech, se zde stal knězem. V letech 1913 až 1931 v semináři vyučoval. Ve dvacátých letech byl spolu s dalšími třemi kněžími vyslán argentinským biskupstvím do Říma, aby studoval organizaci Azione Cattolica (Italská katolická akce). Podle tohoto vzoru byla v roce 1931 založena Argentinská katolická akce.
13. září 1934 byl jmenován prvním biskupem nově zřízené diecéze Rosario, pro níž byl vysvěcen 14. března 1935. Papež Pius XII. jej 18. února 1946 povýšil na kardinála.
Ve své knize Skutečná Odessa z roku 2002 Uki Goñi ukázal, že argentinští diplomaté a zpravodajští důstojníci na Perónův pokyn důrazně podporovali nacistické a fašistické válečné zločince, aby se usadili v Argentině. K prvnímu kroku Argentiny v oblasti nacistického pašování došlo v lednu 1946, kdy Caggiano odletěl s biskupem Agustínem Barrérem do Říma, kde měl být Caggiano jmenován kardinálem. Během pobytu v Římě se argentinští biskupové setkali s francouzským kardinálem Eugènem Tisserantem, kterému předali zprávu (zaznamenanou v argentinském diplomatickém archivu), že „vláda Argentinské republiky je ochotna přijmout francouzské osoby, jejichž politický postoj během nedávné války by je v případě návratu do Francie vystavil tvrdým opatřením a soukromé pomstě“. Na jaře 1946 se stejným způsobem dostala z Itálie do Argentiny řada francouzských válečných zločinců, fašistů a vichistických úředníků: v římské kanceláři Mezinárodního výboru Červeného kříže jim byly vydány pasy, do nichž byla následně orazítkována argentinská turistická víza (na Caggianovo doporučení bylo upuštěno od nutnosti předložit zdravotní potvrzení a zpáteční letenky). Prvním zdokumentovaným případem francouzského válečného zločince, který přijel do Buenos Aires, byl Émile Dewoitine, který byl později v nepřítomnosti odsouzen k 20 letům nucených prací. Zpátky plul první třídou na stejné lodi s kardinálem Caggianem.
Zúčastnil se papežských konkláve v letech 1958 a Konkláve 1963, ale jeho věk mu nedovolil zúčastnit se konkláve v roce 1978.
Dne 15. srpna 1959 byl jmenován arcibiskupem v Buenos Aires. Do úřadu byl uveden 25. října. Dne 14. prosince téhož roku byl také jmenován hlavou vojenského ordinariátu v Argentině. 
Odešel z arcibiskupského úřadu 22. dubna 1975 a 7. července téhož roku rezignoval na členství ve vojenském ordinariátu. Emeritním arcibiskupem Buenos Aires byl ještě čtyři roky. Zemřel v roce 1979 ve věku 90 let a byl pohřben v metropolitní katedrále v Buenos Aires.  

## Pohledy

### Le Marxisme-Léninisme
V roce 1961 napsal prolog ke španělskému překladu knihy Le Marxisme-léninisme, kterou napsal Jean Ousset, osobní tajemník monarchistického intelektuála Charlese Maurrase a zakladatel fundamentalistické organizace Cité catholique. V knize se uvádí, že proti marxismu-leninismu lze úspěšně bojovat pouze „hlubokou vírou, neomezenou poslušností Svatému otci a důkladnou znalostí církevního učení“. Caggiano za vydání knihy poděkoval „lidem z argentinské La Ciudad Católica“.
Spolu s plukovníkem Jeanem Gardesem, francouzským odborníkem na psychologickou válku, vytvořil Ousset nový koncept „podvratné činnosti“. Podle Horacia Verbitského, argentinsko-židovského příslušníka krajně levicové polovojenské jednotky Montoneros, který neuvádí, že by byl vyložen v knize, tento koncept „koncipoval proteovského, kvintesenciálního nepřítele, který spíše než jako definovaný svými činy byl vnímán jako síla snažící se rozvrátit křesťanský řád, přirozené právo nebo Stvořitelův plán.“ Verbitsky také uvádí, že ke Cité catholique patřili členové teroristické skupiny OAS založené v Madridu během alžírské války a že první pobočka mimo Francii vznikla v roce 1958 v Argentině.
V tomto prologu Caggiano vysvětloval, že marxismus se zrodil z „negace Krista a jeho církve, kterou uvedla do praxe revoluce“, a hovořil o marxistickém spiknutí s cílem ovládnout svět, kvůli němuž je třeba „připravit se na rozhodující bitvu“, ačkoli nepřítel ještě „nevzal do ruky zbraně“. Caggiano přirovnal tuto ostražitost k té, která předcházela bitvě u Lepanta v roce 1571, „aby zachránila Evropu před nadvládou Turků“. Oussetova kniha obsahovala seznam papežských bul odsuzujících komunismus. 
Na základě toho Verbitsky, člen krajně levicové polovojenské organizace Montoneros, připsal Caggianovi podporu „porušování lidských práv“ a poznamenal: „Jak se často stává na kontinentu, který importuje ideje, doktrína vyhlazení předcházela doktríně revolučního povstání.“

### Boj proti povstalcům
V říjnu 1961 se Caggiano, který byl v té době vikářem argentinského vojenského ordinariátu, zúčastnil slavnostního zahájení prvního kurzu kontrarevoluční války na Vyšší vojenské škole po boku prezidenta Artura Frondiziho, který byl během několika měsíců sesazen, obviněn, jak říká Verbitsky, z přílišné tolerance vůči komunismu.
Verbitsky uvádí, že jedním z instruktorů kurzu byl biskup Victorio Bonamín, Caggianův spolupracovník ve vojenském vikariátu, nikoli však Caggiano sám. Dále uvádí, že v rámci výuky protipovstaleckých kurzů byl kadetům v námořní mechanické škole promítán film Bitva o Alžír (1966), který natočil italský komunistický režisér Gillo Pontecorvo. Film, který byl ve Francii cenzurován, ukazoval metody používané francouzskou koloniální armádou v Alžírsku, včetně systematického používání mučení. Film uvedl námořní kaplan (opět ne Caggiano) a přidal komentář z náboženského hlediska, který údajně ospravedlňoval používání mučení jako zbraně.